# Xyloschistes
Xyloschistes är ett släkte av lavar som beskrevs av Edvard(Edward) August Vainio. Xyloschistes ingår i ordningen Ostropales, klassen Lecanoromycetes, divisionen sporsäcksvampar och riket svampar.
Släktet innehåller bara arten Xyloschistes platytropa.